# مارک اولوافمی ویلیامز
مارک اولوافمی ویلیامز (انگلیسی: Mark Williams؛ زادهٔ ۱۶ دسامبر ۲۰۰۱) بازیکن بسکتبال اهل ایالات متحده آمریکا است.
از باشگاه‌هایی که در آن بازی کرده‌است می‌توان به بسکتبال مردان دوک بلو دولز اشاره کرد.